# Velilla de Cinca
Velilla de Cinca (Vilella de Cinca en catalán) es un municipio de la comarca Bajo Cinca en la provincia de Huesca, situado al sur de Zaidín, en la derecha del río Cinca.

## Historia
- Entre 1101 y 1121, de realengo, por presentar tenentes (UBIETO ARTETA, Los Tenentes, p. 167)
- El 4 de junio de 1252 el rey Jaime I de Aragón dio a Ramón de Moncada el castillo de Velilla, en las riberas del Cinca (SINUÉS, nº. 1819)
- El 6 de diciembre de 1255 Ramón de Moncada vendió Velilla al monasterio de Abengania (SINUÉS, nº. 1819)
- El 3 de junio de 1326 el rey Jaime II de Aragón confirmó los documentos de 1252 y 1255 (SINUÉS, nº. 1819)
- En 1610 era de los "frades de Bingaña, en Cataluña" (LABAÑA, p. 100)

## Administración y política
| Período   | Alcalde                    | Partido |  |
| --------- | -------------------------- | ------- |  |
| 1979-1983 | Luis Sanjuán Pueyo         | UCD     |  |
| 1983-1987 |                            |         |  |
| 1987-1991 |                            |         |  |
| 1991-1995 |                            |         |  |
| 1995-1999 |                            |         |  |
| 1999-2003 | Manuel Navarro Villanova   | PAR     |  |
| 2003-2007 | José Luis Sanjuán Gallinat | PAR     |  |
| 2007-2011 | José Luis Sanjuán Gallinat | PAR     |  |
| 2011-2015 | María Belén Ibarz Ibarz    | PAR     |  |
| 2015-2019 | María Belén Ibarz Ibarz    |         |  |
| 2019-2023 | María Belén Ibarz Ibarz    | PAR     |  |

| Partido político    | Partido político                                   | 2003   | 2007   | 2011   | 2015   |
| Partido político    | Partido político                                   | Ediles | Ediles | Ediles | Ediles |
|                     | Partido Aragonés (PAR)                             | 4      | 5      | 3      | 4      |
|                     | Partido Popular de Aragón (PP)                     | 2      | 2      | 2      | 2      |
|                     | Partido de los Socialistas de Aragón (PSOE-Aragón) | —      | —      | 2      | 1      |
|                     | Chunta Aragonesista (CHA)                          | 1      | —      | —      | —      |
| Total de concejales | Total de concejales                                | 7      | 7      | 7      | 7      |

## Escudo
- Cuadrilongo de base circular. En fondo de azur, templo romano en oro, cargado con cadena, de plata. Al timbre, Corona Real Cerrada.

## Demografía
Velilla de Cinca cuenta con una población de 507 habitantes (INE 2024).
| Gráfica de evolución demográfica de Velilla de Cinca entre 1842 y 2021                                              |
| |
| Población de derecho según los censos de población del INE Población de hecho según los censos de población del INE |

| Nacionalidad | Hombres | Mujeres | Total | %      | Proporción |
| ------------ | ------- | ------- | ----- | ------ | ---------- |
| Española     | 168     | 175     | 343   | 72.0 % |            |
| Extranjera   | 81      | 52      | 133   | 27.9 % |            |

## Monumentos
- Parroquia dedicada a San Lorenzo (barroco)
- Ermita de San Valero (siglo XIII)
  - Orientación litúrgica invertida

## Cultura
- Necrópolis de época romana, que fue reutilizada como villa en época medieval

## Fiestas
- Día 29 de enero en honor de san Valero
- Día 17 de febrero llamada de Sant Valeret (fiestas patronales)
- Día 10 de agosto en honor de san Lorenzo

## Personas destacadas
- Ismael Zapater y Zapater - Geógrafo, que nació el 22 de febrero de 1949. Concluida la carrera de Magisterio en Lérida en 1966, posteriormente se licenció en Filosofía y Letras, sección de Geografía e Historia, en 1972 por la Universidad de Zaragoza, obteniendo la calificación de sobresaliente con su tesis “La evolución demográfica de la Ribera Baja del Cinca”. En 1976 ganó las oposiciones al Cuerpo de Catedráticos de Bachillerato, ocupando en los años siguientes la dirección de los Institutos Nacionales de Enseñanza Media en las localidades leridanas de Bellpuig y Agramunt. Catedrático de Geografía e Historia del Instituto Nacional Marius Torres de Lérida, Jefe del Seminario de Geografía e Historia y Coordinador de Área. Publicó: “Ciencias Sociales” (Ed. Bruño, Madrid, 1978), de 8.º de Enseñanza General Básica (EGB); “Geografía de Aragón” (Ed. Santillana, Madrid, 1979), proyecto experimental de Ciencias Sociales en Aragón por iniciativa del Departamento de Investigaciones Educativas de «Santillana»; y la “Historia del Mundo Contemporáneo” (Ed. Santillana, Madrid, 1981), para el Curso de Orientación Universitaria (COU).
- Joaquín Montull Zapater - Autor de "Miscelánea de Poesías" (Zaragoza, 1978) y de "Páginas poéticas" (Zaragoza, 1981)